# Gráficos (informática)

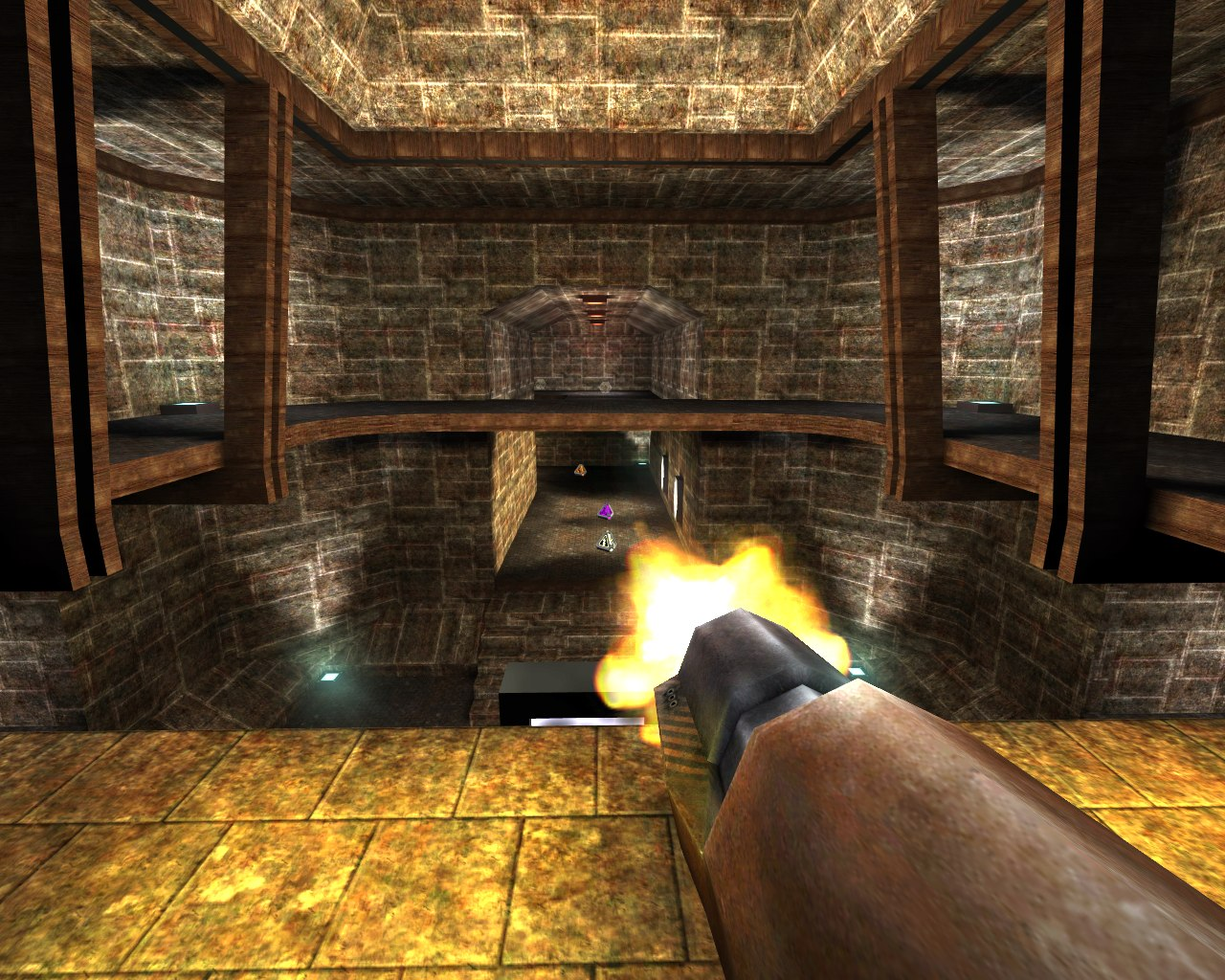
Gráficos.

Gráficos o gráficas, en informática, es el nombre dado a cualquier imagen generada por una computadora.
Originariamente se llamaba así a los histogramas, pero, por extensión, empezó a llamarse así a todas las representaciones visuales que el ordenador podía generar que no fueran texto. Con el tiempo, el término se ha generalizado, aplicándose a cualquier tipo de imagen de ordenador.

## Formatos
Los formatos gráficos se dividen principalmente en:
- Bidimensionales, tanto rasterizados (PNG, GIF, JPEG, etc), como vectoriales (SVG, SWF, etc.).
- Tridimensionales (VRML, 3DS, MAX, W3D, etc.).

Actualmente los equipos caseros y las máquinas de ocio tienen circuitos integrados especiales dedicados a aumentar la velocidad de presentación de los gráficos. Estos se conocen como unidades de procesamiento gráfico, o GPU.